# Живчићи (Фојница)
Живчићи је насељено место у Босни и Херцеговини у општини Фојница. Административно припада Федерацији Босне и Херцеговине, односно њеном Средњобосанском кантону. Према попису становништва из 2013. у насељу је било 153 становника, а већинску популацију чинили су Бошњаци.

## Становништво
По последњем службеном попису становништва из 2013. године у овом насељу живело је 153 становника, а село је било етнички хомогено са већинском бошњачком популацијом.
| Националност | 2013. | 1991.        | 1981.        | 1971.        |
| Бошњаци      | —     | 258 (99,23%) | 320 (100,0%) | 314 (99,68%) |
| остали       | —     | 2 (0,77%)    | 0            | 1 (0,32%)    |
| Укупно       | 153   | 260          | 320          | 315          |